# هادسونویل (میسیسیپی)
هادسونویل (به انگلیسی: Hudsonville) یک منطقهٔ مسکونی در ایالات متحده آمریکا است که در شهرستان مارشال، میسیسیپی واقع شده‌است. هادسونویل ۱۴۹٫۹۶۲ متر بالاتر از سطح دریا واقع شده‌است.